# 黑弗里尔 (佛罗里达州)
黑弗里尔（英語：Haverhill），是美国佛罗里达州下属的一座城镇。建立于1950年。面积约 为1.5平方公里（约合0.6平方英里）。根据2010年美国人口普查，该市有人口1,873人。论人口在本州排行第 291。